# Fortuna (1814)
La goleta Fortuna integró la segunda escuadra de las Provincias Unidas del Río de la Plata, la cual en la campaña de 1814, al mando del comandante Guillermo Brown, derrotó a las fuerzas navales realista de Montevideo y posibilitó la captura de la plaza.

## Historia
La Fortuna, botada posiblemente en Montevideo, desplazaba 90 toneladas y tenía 20 m de eslora, 5 de manga, 3 de puntal y 1,8 m de calado. Estaba armada con 8 piezas de a 6 y 7 de a 4, y la tripulaban 60 hombres.
Incorporada a la escuadra el 15 de enero de 1814 al mando del sargento mayor Antonio Lamarca y Abadie, al recibir este el mando de la corbeta Agradable en la misma fecha se transmitió el comando al piloto, el teniente 2° John Nelson.

### Combate de Martín García

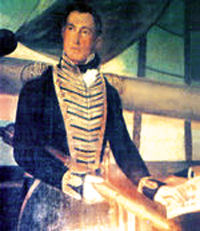
Brown (óleo de F.Goulu, 1825).

El día 8 de marzo Brown, que se encontraba frente a Colonia con la Hércules, la Fortuna, el San Luis y la Carmen, divisó tres bergantines realistas en dirección noroeste. Los siguió hasta el anochecer, momento en que habiendo verificado que entraban al canal de Martín García y se dirigían a la isla, torció rumbo a Buenos Aires en busca de refuerzos.
El 10 de marzo de 1814 la flota de Brown atacó a la escuadra realista comandada por el capitán Jacinto de Romarate estacionada en la Isla Martín García.
El plan de Brown consistía en atacar por frente y retaguardia a la línea española. A esos efectos destacó una división compuesta por el Fortuna, Carmen y San Luis para que rodeando por el oeste el banco situado a estribor de los realistas cayera sobre su retaguardia mientras la fuerza principal atacaba su frente. Formaba esta división la Hércules sobre el ala izquierda, luego la Céfiro, el Nancy y la Juliet sobre el ala derecha.
A las 13:30, sin que estuviera aún en posición la división de flanqueo, la escuadra de Brown, en vanguardia la Juliet por tener el mejor práctico, abrió fuego vivo sobre los realistas que fue de inmediato respondido.
La capitana argentina intentó avanzar bajo fuego sobre la enemiga pero habiendo perdido a su piloto varó en el banco del oeste de la isla bajo tiro de cañón y de proa al enemigo, con lo que sufrió el fuego sostenido enemigo con fuertes pérdidas y sin poder responder más que con tres cañones, dedicando sus cañones de banda a las baterías en tierra. Brown cuestionó en su parte la manera en que el resto de la escuadra "se condujo durante la acción, a pesar de haberse hecho todas las señales y haber ido personalmente en mi bote antes de las 12 de la noche a instar y suplicar su apoyo, todo lo cual resultó inútil".
En esta, la primera y más sangrienta jornada del Combate de Martín García, Romarate consiguió rechazar exitosamente el asalto. Tras las reparaciones y contando con el solo refuerzo de 49 hombres Brown volvió contra toda previsión al ataque y el 15 de marzo en una operación anfibia tomó la isla y forzó a la escuadra de Romarate a refugiarse en el Río Uruguay, dividiendo definitivamente las fuerzas enemigas y abriendo el camino al bloqueo de la ciudad de Montevideo.

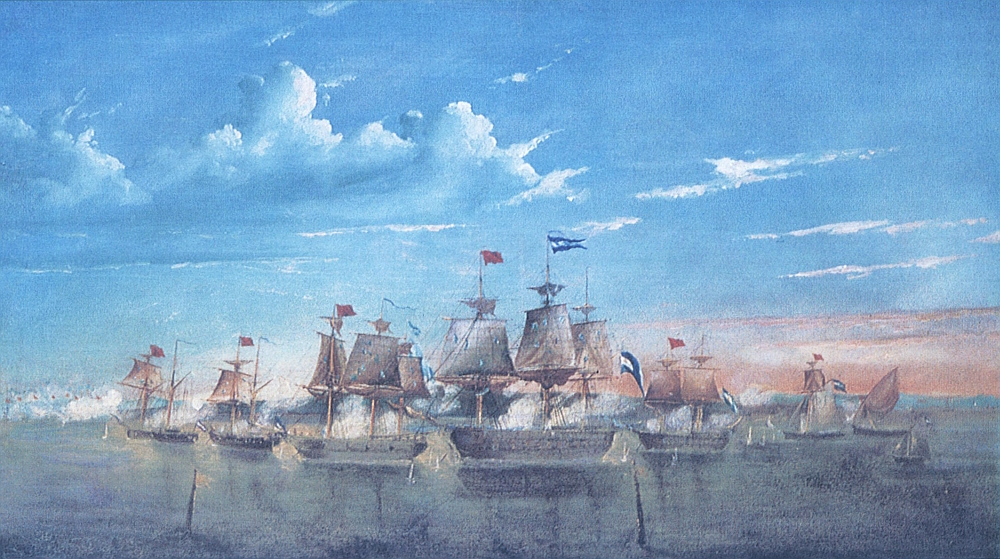
Combate de Martín García.

La participación de la Fortuna en este combate fue prácticamente nula.
El mando fue transferido al teniente 2° Pablo Zufriategui.
Tras la retirada de Romarate, Brown envió una pequeña división en su persecución al mando de Tomás Nother compuesta por la sumaca Santísima Trinidad, la goleta Fortuna, la balandra Carmen, los faluchos San Luis y San Martín y la cañonera Americana.
En el Combate de Arroyo de la China del 28 de marzo de 1814, postrera victoria de Romarate en que muere Nother y vuela el Carmen con su capitán Pedro Samuel Spiro y la tripulación, el Fortuna se separa de la acción aguas arriba. Tampoco tuvo destacada actuación en el Combate naval del Buceo.
El 26 de abril de 1814 se hizo cargo del mando el teniente 2° Miguel Theodoro y el Fortuna fue destinado a tareas de transporte armado y logística en apoyo del bloqueo, hasta la rendición de la plaza el 23 de junio de 1814.